# ФК Интер през сезон 1909/10

## Състав
| Пост | Футболист             | Мачове | Голове |
| ---- | --------------------- | ------ | ------ |
| В    | Пиеро Кампели         | 8      | 0      |
| В    | Анджело Де Маджистрис | 1      | 0      |
| В    | Хенри Мюлер           | 5      | 0      |
| З    | Оскар Енглер          | 16     | 10     |
| З    | Марио Морети          | 12     | 1      |
| З    | Карло Страйт          | 15     | 0      |
| З    | Алфредо Золер         | 17     | 0      |
| З    | Роберто Фронте        | 13     | 0      |
| З    | Иени                  | 2      | 0      |
| П    | Вирджилио Фосати (к.) | 17     | 0      |
| П    | Ернст Петерли         | 16     | 25     |
| П    | Ернесто Креспи        | 1      | 0      |
| П    | Карло Паиер           | 17     | 5      |
| П    | Джовани Капра         | 13     | 12     |
| П    | Джан Мариа Кадони     | 2      | 1      |
| П    | Карло Коки            | 1      | 0      |
| П    | Фуртер                | 2      | 0      |
| П    | Стеблер               | 3      | 0      |
| Н    | Ермано Аеби           | 2      | 0      |
| Н    | Шулер                 | 17     | 6      |

- Треньор:  Вирджилио Фосати
- Президент:  Карло Де Медичи

## Резултати
| 7 ноември 1909 Кръг: 1 |

| Интер         | 2 – 2    | Аусония |
| ------------- | -------- | ------- |
| Енглер Кадони | (Доклад) |         |

| Арена Кивика |

| 14 ноември 1909 Кръг: 2 |

| Ювентус | 2 – 0    | Интер     |
| ------- | -------- | --------- |
|         | (Доклад) | Пици Пици |

|  |

| 21 ноември 1909 Кръг: 3 |

| Интер   | 1 – 4    | Про Верчели |
| ------- | -------- | ----------- |
| автогол | (Доклад) |             |

| Арена Кивика |

| 28 ноември 1909 Кръг: 4 |

| Интер  | 1 – 0    | Ювентус |
| ------ | -------- | ------- |
| Енглер | (Доклад) |         |

| Арена Кивика |

| 5 декември 1909 Кръг: 5 |

| ФК Торино | 3 – 4    | Интер                |
| --------- | -------- | -------------------- |
|           | (Доклад) | Капра Енглер Петерли |

|  |

| 12 декември 1909 Кръг: 6 |

| Интер         | 2 – 0    | ФК Дженоа |
| ------------- | -------- | --------- |
| Петерли Шулер | (Доклад) |           |

| Арена Кивика |

| 19 декември 1909 Кръг: 7 |

| Про Верчели | 1 – 2    | Интер          |
| ----------- | -------- | -------------- |
|             | (Доклад) | Енглер Петерли |

|  |

| 2 януари 1910 Кръг: 8 |

| Аусония | 2 – 6    | Интер               |
| ------- | -------- | ------------------- |
|         | (Доклад) | Петерли Капра Паиер |

|  |

| 16 януари 1910 Кръг: 9 |

| УС Миланезе | 2 – 5    | Интер |
| ----------- | -------- | ----- |
|             | (Доклад) |       |

|  |

| 30 януари 1910 Кръг: 10 |

| Интер | 7 – 2    | УС Миланезе |
| ----- | -------- | ----------- |
|       | (Доклад) |             |

| Арена Кивика |

| 6 февруари 1910 Кръг: 11 |

| АК Милан | 0 – 5    | Интер |
| -------- | -------- | ----- |
|          | (Доклад) |       |

| Арена Кивика |

| 17 февруари 1910 Кръг: 12 |

| Интер                | 5 – 1    | АК Милан |
| -------------------- | -------- | -------- |
| Петерли Енглер Капра | (Доклад) |          |

| Арена Кивика |

| 20 февруари 1910 Кръг: 13 |

| Интер                | 5 – 0    | Андреа Дория |
| -------------------- | -------- | ------------ |
| Петерли Енглер Паиер | (Доклад) |              |

| Арена Кивика |

| 7 март 1910 Кръг: 14 |

| Андреа Дория        | 1 – 3    | Интер |
| ------------------- | -------- | ----- |
| Паиер Петерли Шулер | (Доклад) |       |

|  |

| 3 април 1910 Кръг: 15 |

| ФК Дженоа | 4 – 0    | Интер |
| --------- | -------- | ----- |
|           | (Доклад) |       |

|  |

| 10 април 1910 Кръг: 16 |

| Интер         | 7 – 2    | ФК Торино |
| ------------- | -------- | --------- |
| Петерли Шулер | (Доклад) |           |

| Арена Кивика |

| 24 април 1910 Финален плейоф |

| Про Верчели            | 3 – 10   | Интер                                                                |
| ---------------------- | -------- | -------------------------------------------------------------------- |
| Такини Зорзоли Рампини | (Доклад) | Енглер Вирджилио Фосати Вирджилио Фосати Паиер Петерли Шулер автогол |

|  |